# Certilleux
Certilleux är en kommun i departementet Vosges i regionen Grand Est (tidigare regionen Lorraine) i nordöstra Frankrike. Kommunen ligger i kantonen Neufchâteau som tillhör arrondissementet Neufchâteau. År 2022 hade Certilleux 214 invånare.

## Befolkningsutveckling
Antalet invånare i kommunen Certilleux
| Referens: INSEE |